# Alfonso Calderón y Roca
Alfonso Calderón y Roca (Manila, 1830-Cuba, 1890) fue un militar y pintor español.

## Biografía
Oficial del ejército y pintor aficionado, era natural de Manila, donde nació el 27 de enero de 1830. Fue discípulo según Ossorio y Bernard de un tal Bergenhaus y de Carlos Múgica. Hacia 1868 residía en Cuba. En la Exposición Nacional de Bellas Artes de 1860, en la que fue distinguido con mención honorífica, presentó el Interior de un café marroquí en Tetuán, Retrato del maestro Bellini y otro Retrato. En la de 1866 expuso otro lienzo que representaba la Revelación del mar Pacífico hecha por el cacique de Comagre a Vasco Núñez de Balboa. También publicó diferentes dibujos en El Museo Universal y otras publicaciones periódicas ilustradas. Habría fallecido en 1890 en Cuba.